# Tiefstichkeramik

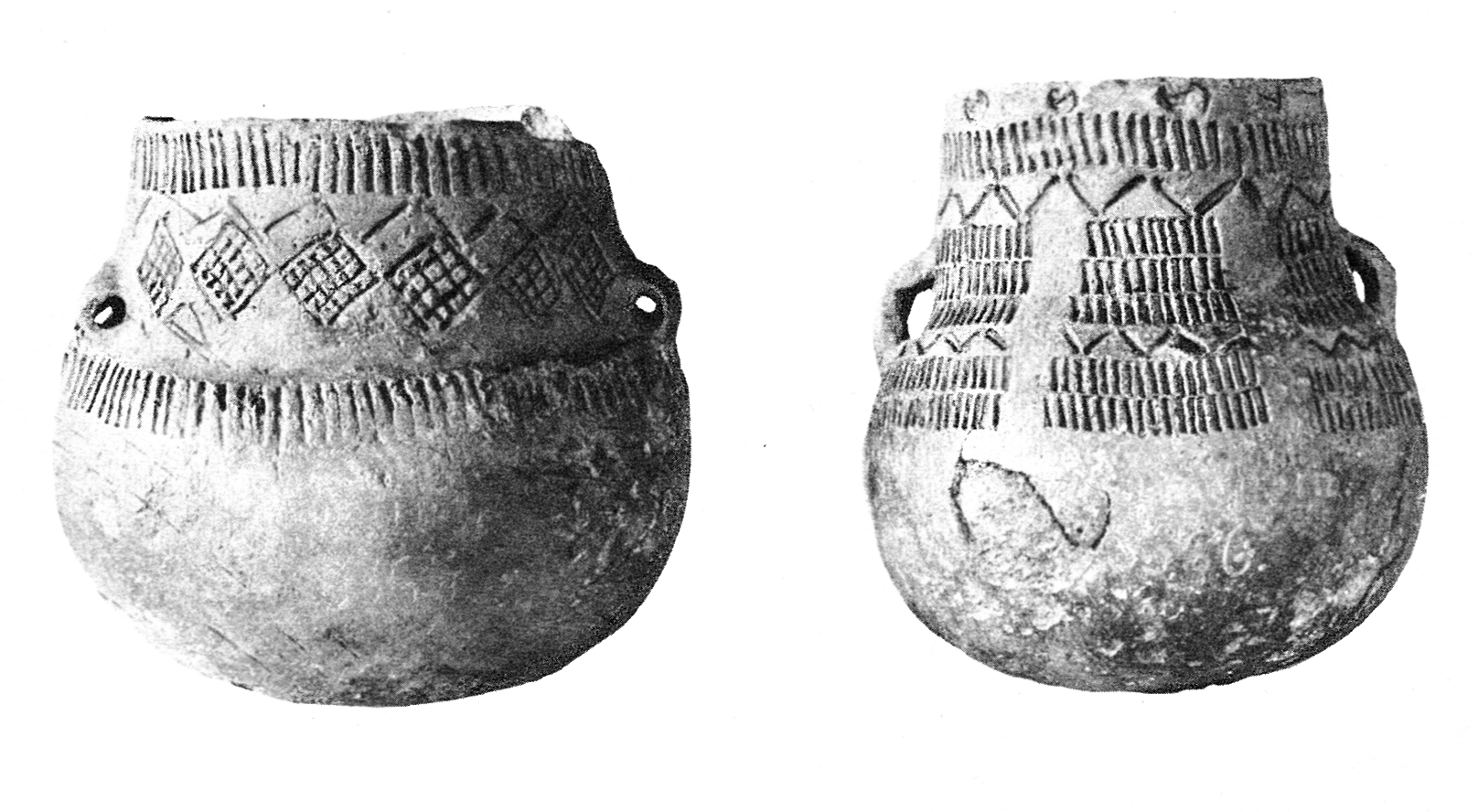
Typische Tiefstichkeramik nach Carl Schuchhardt

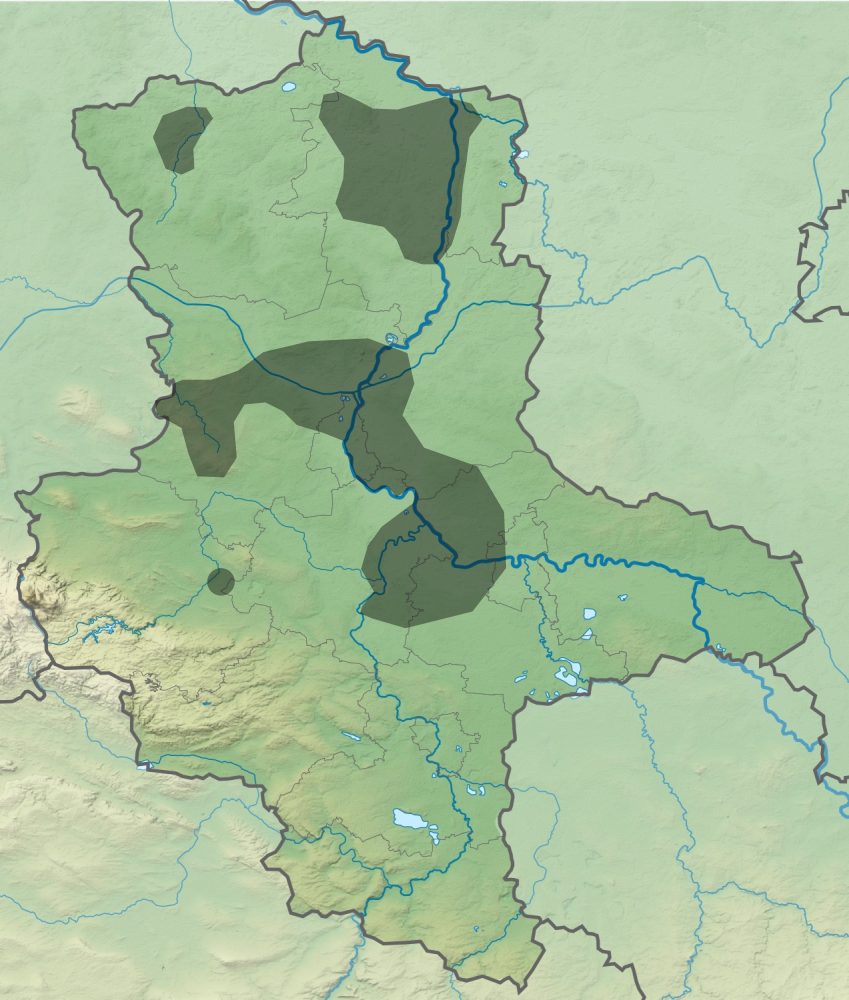
Verbreitungsgebiete in Sachsen-Anhalt

Die erste neolithische Kultur, die über die Lößgrenze nach Norden vordringt, ist die nordwestdeutsche Trichterbecherkultur (TBK) die (nach H.-J. Beier zwischen 3500 und 3000 v. Chr.) durch Tiefstichkeramik identifiziert wird. In Sachsen-Anhalt sind etwas über 100 Fundorte mit Tiefstichkeramik bekannt. Hinzu kommen 400 Megalithanlagen. Auch in und bei der Totenhütte von Großenrode II wurde Tiefstichkeramik geborgen. Sie weist aber auch Bezüge zur Wartbergkultur auf. Es gibt immer noch wenige Anhaltspunkte über Lebensweise, soziale Struktur und Wirtschaftsweise der frühen TBK-Gruppen.

## Forschung
Gebrauchskeramik ist unverziert und wenig sorgfältig gearbeitet. Scherben solcher Gefäße sind aus wissenschaftlicher Sicht wenig aussagekräftig und können einer Kultur nur durch Beifunde zugeordnet werden. Anders verhält es sich bei den verzierten Formen, die durch die Verzierungsstile gut zu typisieren und zu datieren sind. Heute wird die gesamte Gruppe als nordwestdeutsche TBK bezeichnet. Mit Tiefstich werden nur die regionalen Vorkommen bestimmter Keramik bezeichnet. Es gibt Tiefstichkeramik als:
- Altmärkische
- Emsländische
- Mecklenburgische

Paul Kupka (1866–1949) war der Erste, der sich mit ihr beschäftigte (1922) und den Begriff „Langgrabkeramik“ bzw. „Langgrabware“ einführte. 1938 wurde sie in Anlehnung an Karl Hermann Jacob-Friesen (1886–1960) in „Langdolmenware“ umbenannt. Die erste zusammenfassende Arbeit zur altmärkischen Ware schrieb J. Preuß (1927–2018) erst 1980. Bis zu diesem Zeitpunkt gab es keine eingehende Behandlung und die Keramik wurde mit einer Kulturgruppe assoziiert.

## Siedlungen
Insgesamt sind nur wenige Siedlungen der nordwestdeutschen TBK bekannt, die häufig am Rande von Geschiebemergelflächen und an Hängen liegen. In den meisten Verbreitungsräumen herrschen entkalkte Böden vor. Östlich der Elbe wurden auch Binnendünen besiedelt. Das Verbreitungsgebiet der Keramik weist voneinander getrennte Siedlungsräume auf. Flussläufe spielten bei der Verbreitung offenbar eine größere Rolle. Es gibt allein in Sachsen-Anhalt die Vorkommen in der Altmark, an der Ohre und beiderseits der Elbe bis zur Muldemündung.
Vollständige Hausgrundrisse fehlen weitgehend. Aus Wittenwater, Kreis Uelzen sind anhand der Pfostenspuren sowohl Langhäuser als auch kleinere Pfostenhäuser belegt. Am Probsthorn, bei Haldensleben, wurde vermutlich ein Grubenbaus (Stahlhofen 1982) ausgegraben. Die Siedlungsgruben in Niedergörne, Kreis Stendal fanden wegen zahlreicher Tierreste besonderes Interesse. (Stolle/Benecke/Beran 1988).

## Keramik

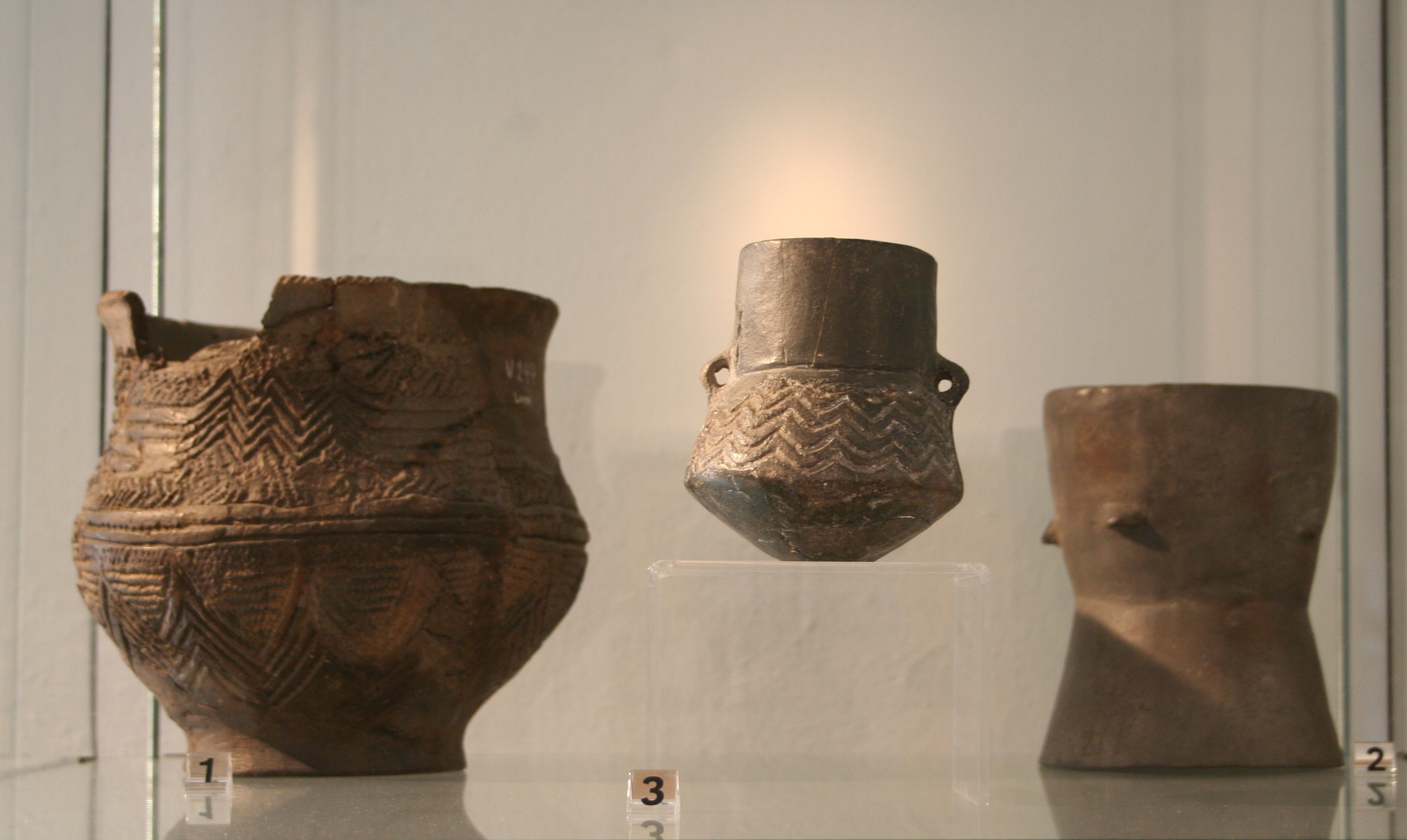
Mitte: Amphore der Alttiefstichkeramik aus dem Großsteingrab Bretsch 1, rechts: Nachbildung einer Tontrommel der Alttiefstichkeramik aus einem Großsteingrab bei Leetze; Johann-Friedrich-Danneil-Museum, Salzwedel

Die saubere Oberflächenbehandlung und der Gebrauch von geschlämmtem, fein gemagertem Ton sind für verzierte Ware charakteristisch. Dagegen ist Grobkeramik stark gemagert.
Die wichtigsten Gefäßformen sind:
- Ösenbecher (besonders „Ösenbecher von Flötz“)
- Trichterbecher
- steilwandige Schüsseln
- verschiedene Schultergefäße. Darunter:
  - einhenkelige Schultergefäße = Tassen;
  - hochhalsige Schultergefäße = Kannen;
  - flache Schalen.

Daneben gibt es die seltenen
- Fußschalen
- Fruchtschalen,
- Löffel
- Tonscheiben
- Tontrommeln

Noch vielfältiger ist die Grobkeramik (Siedlungskeramik). Es kommen große bauchige Trichterrandgefäße, große amphorenartige Gefäße mit kräftigen Henkeln und Töpfe mit kurzem Trichterrand vor.

## Verzierung
Jeder Gefäßform sind bestimmte Verzierungselemente eigen. Die Verzierung ist reichhaltig und vielfältig. Furchenstichreihen sind dominant bzw. überwiegen, auch Schnittlinien sind häufig. Die Verzierung erfolgt durch senkrechte Riefen, Furchenstich und Schnittlinien. Einkerbungen, runde Einstiche und Stacheldrahtlinien kommen vor. Zierelement sind senkrechte Bänder und horizontale Winkel in Gruppen. Mitunter fand man die Reste einer weißen Paste, mit der die Verzierung ausgelegt war. Auch plastische Elemente, wie Leisten und Kanneluren treten auf. Sie sind vorwiegend an Gefäßen ohne Ritz- und Stichverzierungen zu finden.
Die Funde von Tiefstichkeramik in Durham und Orpington (England) stammen aus modernen Sammlungen, sind also als Fälschungen anzusehen.